# Атмосферни науки
Атмосферните науки изучават атмосферата като цяло, взаимодействието ѝ с хидросферата, литосферата и криосферата на Земята, както и физичните и химични процеси, пораждащи се в резултат на това взаимодействие. Тъй като атмосферата е комплексна физическа среда, която може да бъде изучавана в различен аспект, атмосферните науки се делят на няколко основни дяла:
- Метеорология – прогноза за времето
- Климатология – промени в климата
- Атмосферна химия – химични взаимодействия в атмосферата
- Атмосферна физика – термодинамика и динамика на атмосферата, физика на граничния слой радиационен трансфер, обменни процеси с литосферата
- Физика на високата атмосфера — физика на мезосферата и термосферата